# Campeonato Europeo de Baloncesto Masculino Sub-18
El Campeonato Europeo Sub-18 de Baloncesto Masculino, organizado por FIBA Europa, originalmente conocido como el Campeonato europeo para Júniors, es una competición de baloncesto para jóvenes europeos que se disputa desde 1964. Se celebró de forma bienal hasta 2004, desde entonces se celebra anualmente. El torneo define los equipos que participarán en el Campeonato Mundial de Baloncesto Sub-19 del año siguiente.

## Equipos participantes
La división A, está compuesta actualmente por las siguientes selecciones:
- Alemania
- Austria
- Bélgica
- Bulgaria
- Eslovenia
- España
- Francia
- Grecia
- Israel
- Italia
- Letonia
- Lituania
- Macedonia del Norte
- Serbia
- Suecia
- Turquía

## Ediciones
| Año  | Sede                                           | Partido por la medalla de oro         | Partido por la medalla de oro         | Partido por la medalla de oro         | Partido por la medalla de bronce      | Partido por la medalla de bronce      | Partido por la medalla de bronce      |
| Año  | Sede                                           |                                       | Resultado                             |                                       |                                       | Resultado                             | 4.ª plaza                             |
| ---- | ---------------------------------------------- | ------------------------------------- | ------------------------------------- | ------------------------------------- | ------------------------------------- | ------------------------------------- | ------------------------------------- |
| 1964 | Italia (Nápoles)                               | Unión Soviética                       | 62–41                                 | Francia                               | Italia                                | 73–72                                 | Bulgaria                              |
| 1966 | Italia (Porto San Giorgio)                     | Unión Soviética                       | 71–50                                 | Yugoslavia                            | Italia                                | 47–42                                 | Checoslovaquia                        |
| 1968 | España (Vigo)                                  | Unión Soviética                       | 82–73                                 | Yugoslavia                            | Italia                                | 53–44                                 | Yugoslavia                            |
| 1970 | Grecia (Atenas)                                | Unión Soviética                       | 80–48                                 | Grecia                                | Italia                                | 62–57                                 | Yugoslavia                            |
| 1972 | Yugoslavia (Zadar)                             | Yugoslavia                            | 89–65                                 | Italia                                | Unión Soviética                       | 73–60                                 | Israel                                |
| 1974 | Francia (Orleans)                              | Yugoslavia                            | 80–79                                 | España                                | Italia                                | 77–69                                 | Suecia                                |
| 1976 | España (Santiago de Compostela)                | Yugoslavia                            | 92–83                                 | Unión Soviética                       | España                                | 89–72                                 | Bulgaria                              |
| 1978 | Italia (Roseto degli Abruzzi / Téramo)         | Unión Soviética                       | 104–100                               | España                                | Yugoslavia                            | 95–72                                 | Bulgaria                              |
| 1980 | Yugoslavia (Celje)                             | Unión Soviética                       | 83–81                                 | Yugoslavia                            | Bulgaria                              | 96–90                                 | España                                |
| 1982 | Bulgaria (Dimitrovgrad / Jaskovo)              | Unión Soviética                       | 92–87                                 | Yugoslavia                            | Bulgaria                              | 84–73                                 | Italia                                |
| 1984 | Suecia (Huskvarna / Katrineholm)               | Unión Soviética                       | 75–74                                 | Italia                                | Yugoslavia                            | 92–89                                 | España                                |
| 1986 | Austria (Vöcklabruck / Gmunden)                | Yugoslavia                            | 111–87                                | Unión Soviética                       | Italia                                | 83–53                                 | Alemania                              |
| 1988 | Yugoslavia (Vrbas / Srbobran)                  | Yugoslavia                            | 84–75                                 | Italia                                | Checoslovaquia                        | 88–70                                 | Grecia                                |
| 1990 | Países Bajos (Groninga / Emmen)                | Italia                                | 92–79                                 | Unión Soviética                       | España                                | 105–73                                | Rumania                               |
| 1992 | Hungría (Budapest / Zalaegerszeg / Szolnok)    | Francia                               | 94–83                                 | CIS                                   | Francia                               | 113–108                               | Grecia                                |
| 1994 | Israel (Tel Aviv)                              | Lituania                              | 73–71                                 | Croacia                               | España                                | 87–76                                 | Italia                                |
| 1996 | Francia (Auch / Lourdes / Tarbes)              | Croacia                               | 64–51                                 | Francia                               | Serbia y Montenegro                   | 77–61                                 | Bélgica                               |
| 1998 | Bulgaria (Varna)                               | España                                | 81–70                                 | Croacia                               | Grecia                                | 97–91                                 | Letonia                               |
| 2000 | Croacia (Zadar)                                | Francia                               | 65–64                                 | Croacia                               | Grecia                                | 71–65                                 | Italia                                |
| 2002 | Alemania (Ludwigsburg / Esslingen / Böblingen) | Croacia                               | 74–72                                 | Eslovenia                             | Grecia                                | 82–67                                 | Lituania                              |
| 2004 | España (Zaragoza)                              | España                                | 89–71                                 | Turquía                               | Francia                               | 74–68                                 | Italia                                |
| 2005 | Serbia y Montenegro (Belgrado)                 | Serbia y Montenegro                   | 78–61                                 | Turquía                               | Italia                                | 88–83                                 | España                                |
| 2006 | Grecia (Amaliada / Olimpia / Argostoli)        | Francia                               | 77–72                                 | Lituania                              | España                                | 92–83                                 | Turquía                               |
| 2007 | España (Madrid)                                | Serbia                                | 92–89                                 | Grecia                                | Letonia                               | 74–72                                 | Lituania                              |
| 2008 | Grecia (Amaliada / Pirgos)                     | Grecia                                | 57–50                                 | Lituania                              | Croacia                               | 73–68                                 | Francia                               |
| 2009 | Francia (Metz)                                 | Serbia                                | 78–72                                 | Francia                               | Turquía                               | 95–74                                 | Lituania                              |
| 2010 | Lituania (Vilna)                               | Lituania                              | 90–61                                 | Rusia                                 | Letonia                               | 75–49                                 | Serbia                                |
| 2011 | Polonia (Breslavia)                            | España                                | 71–65                                 | Serbia                                | Turquía                               | 69–65                                 | Italia                                |
| 2012 | Lituania (Vilna) Letonia (Liepāja)             | Croacia                               | 88–76                                 | Lituania                              | Serbia                                | 66–56                                 | Rusia                                 |
| 2013 | Letonia (Liepāja / Riga / Ventspils)           | Turquía                               | 81–74                                 | Croacia                               | España                                | 57–56                                 | Letonia                               |
| 2014 | Turquía (Konya)                                | Turquía                               | 85–68                                 | Serbia                                | Croacia                               | 75–71                                 | Grecia                                |
| 2015 | Grecia (Volos)                                 | Grecia                                | 64–61                                 | Turquía                               | Lituania                              | 74–49                                 | Bosnia y Herzegovina                  |
| 2016 | Turquía (Samsun)                               | Francia                               | 75–68                                 | Lituania                              | Italia                                | 74–68                                 | Alemania                              |
| 2017 | Eslovaquia (Bratislava)                        | Serbia                                | 74–62                                 | España                                | Lituania                              | 97–88                                 | Turquía                               |
| 2018 | Letonia (Liepāja / Ventspils / Riga)           | Serbia                                | 99–90                                 | Letonia                               | Francia                               | 79–70                                 | Rusia                                 |
| 2019 | Grecia (Volos)                                 | España                                | 57–53                                 | Turquía                               | Eslovenia                             | 81–57                                 | Grecia                                |
| 2020 | Turquía (Konya)                                | Cancelado por la pandemia de COVID-19 | Cancelado por la pandemia de COVID-19 | Cancelado por la pandemia de COVID-19 | Cancelado por la pandemia de COVID-19 | Cancelado por la pandemia de COVID-19 | Cancelado por la pandemia de COVID-19 |
| 2021 | Turquía (Konya)                                | Cancelado por la pandemia de COVID-19 | Cancelado por la pandemia de COVID-19 | Cancelado por la pandemia de COVID-19 | Cancelado por la pandemia de COVID-19 | Cancelado por la pandemia de COVID-19 | Cancelado por la pandemia de COVID-19 |
| 2022 | Turquía (Esmirna)                              | España                                | 68–61                                 | Turquía                               | Serbia                                | 70–67                                 | Eslovenia                             |
| 2023 | Serbia (Niš)                                   | Serbia                                | 81–71                                 | España                                | Alemania                              | 67–59                                 | Francia                               |
| 2024 | Finlandia (Tampere)                            | Alemania                              | 93–83                                 | Serbia                                | Eslovenia                             | 84–70                                 | Israel                                |
| 2025 | Serbia (Belgrado)                              | España                                | 82–81                                 | Francia                               | Italia                                | 86–68                                 | Letonia                               |

## Medallero
- Actualizado hasta Belgrado 2025

| Núm. | País                 | Oro | Plata | Bronce | Total |
| ---- | -------------------- | --- | ----- | ------ | ----- |
| 1    | Unión Soviética†     | 8   | 3     | 1      | 12    |
| 2    | España               | 6   | 4     | 5      | 15    |
| 3    | Yugoslavia†          | 5   | 4     | 2      | 11    |
| 4    | Serbia               | 5   | 3     | 2      | 10    |
| 5    | Francia              | 4   | 4     | 2      | 10    |
| 6    | Croacia              | 3   | 4     | 2      | 9     |
| 7    | Turquía              | 2   | 5     | 2      | 9     |
| 8    | Lituania             | 2   | 4     | 2      | 8     |
| 9    | Grecia               | 2   | 2     | 3      | 7     |
| 10   | Italia               | 1   | 4     | 9      | 14    |
| 11   | Serbia y Montenegro† | 1   | 0     | 1      | 2     |
| 11   | Alemania             | 1   | 0     | 1      | 2     |
| 13   | Letonia              | 0   | 1     | 2      | 3     |
| 13   | Eslovenia            | 0   | 1     | 2      | 3     |
| 15   | Rusia                | 0   | 1     | 0      | 1     |
| 16   | CIS†                 | 0   | 0     | 1      | 1     |
| 16   | Checoslovaquia†      | 0   | 0     | 1      | 1     |

## MVP (desde 1998)
| Año  | MVP                       |
| ---- | ------------------------- |
| 1998 | Sani Bečirovič            |
| 2000 | Tony Parker               |
| 2002 | Erazem Lorbek             |
| 2004 | Sergio Rodríguez          |
| 2005 | Dragan Labović            |
| 2006 | Nicolas Batum             |
| 2007 | Kosta Koufos              |
| 2008 | Donatas Motiejūnas        |
| 2009 | Enes Kanter               |
| 2010 | Jonas Valančiūnas         |
| 2011 | Álex Abrines              |
| 2012 | Dario Šarić               |
| 2013 | Kenan Sipahi              |
| 2014 | Egemen Güven              |
| 2015 | Vassilis Charalampopoulos |
| 2016 | Frank Ntilikina           |
| 2017 | Nikola Mišković           |
| 2018 | Marko Pecarski            |
| 2019 | Santiago Aldama           |
| 2022 | Izan Almansa              |
| 2023 | Nikola Topić              |
| 2024 | Ben Saraf                 |
| 2025 | Ian Platteeuw             |

## Partido de las estrellas
En inglés All Star, se trata de un partido de exhibición en la que participan una selección de jugadores europeos.

### Edición 2009
| 18 de septiembre de 2009, 14:30 | Equipo Blanco                                        | 75–77                | Equipo Azul                                                   |                    |  |
|                                 | Parciales: 18–19, 20–19, 21–18, 16–21                |                      |                                                               |                    |  |
|                                 | Estadísticas P. Neumann 14 D. Musli 13 D. Andjusic 4 | Reporte Pts Reb Asts | Estadísticas 18 J. Valanciunas 19 J. Valanciunas 8 N. Nedovic | Pabellón: Katowice |  |

### Edición 2011
| 17 de septiembre de 2009, 12:50 | Equipo Blanco                                        | 80–81                | Equipo Azul                                                 |                                                  |  |
|                                 | Parciales: 31–22, 19–20, 13–23, 17–16                |                      |                                                             |                                                  |  |
|                                 | Estadísticas H. Invernizzi 11 D. Saric 11 D. Saric 4 | Reporte Pts Reb Asts | Estadísticas 13 P. Karnowski 8 W. Magarity 3. N. Miljenovic | Pabellón: Kaunas Asistencia: 12.000 espectadores |  |

### Edición 2013
| 21 de septiembre de 2013, 12:00 | Equipo Blanco                                     | 69–74                | Equipo Azul                                          |                                                    |  |
|                                 | Parciales: 20–23, 14–12, 20–20, 15–19             |                      |                                                      |                                                    |  |
|                                 | Estadísticas K. Kanter 14 R. Zagorac 9 M. Rabec 7 | Reporte Pts Reb Asts | Estadísticas 13 D. Jeszke 7 A. Pasecniks 7 K. Sipahi | Pabellón: Ljubljana Asistencia: 6.000 espectadores |  |

### Edición 2015
| 18 de septiembre de 2015, 14:00 | Equipo Rojo                                         | 87–82                | Equipo Negro                                                 | |  |
|                                 | Parciales: 17–16, 25–22, 19–27, 26–17               |                      |                                                              | |  |
|                                 | Estadísticas L. Tote 23 T. Sjöberg 9 F. Ntilikina 8 | Reporte Pts Reb Asts | Estadísticas 17 V. Marinkovic 12 S. Gombauld 4 V. Marinkovic | Pabellón: Lille Asistencia: 6.000 espectadores Árbitros: Jakub Zamojski Sergiy Zashchuk Sérgio Silva |  |